# Liste der Kulturdenkmäler in Burgen (bei Bernkastel-Kues)
In der Liste der Kulturdenkmäler in Burgen sind alle Kulturdenkmäler der rheinland-pfälzischen Ortsgemeinde Burgen aufgeführt. Grundlage ist die Denkmalliste des Landes Rheinland-Pfalz (Stand: 10. August 2023).

## Einzeldenkmäler
| Bezeichnung                  | Lage                | Baujahr                           | Beschreibung                                                                            | Bild                           |
| ---------------------------- | ------------------- | --------------------------------- | --------------------------------------------------------------------------------------- | ------------------------------ |
| Evangelische Kirche          | Am Frohnbach 7 Lage | Anfang des 18. Jahrhunderts       | Saalbau, Anfang des 18. Jahrhunderts, romanischer Westturm                              | weitere Bilder Fotos hochladen |
| Katholische Kirche Herz Jesu | Bergstraße 9a Lage  | 1908                              | kleiner neuromanischer Bruchsteinsaal, 1908                                             | BW                             |
| Quereinhaus                  | Lindenstraße 1 Lage | 1824                              | Mansarddachbau, teilweise Fachwerk, bezeichnet 1824                                     | BW                             |
| Wohnhaus                     | Lindenstraße 6 Lage | 1907                              | Wohnhaus einer Hofanlage; repräsentativer Mansardwalmdachbau, Schiefer, bezeichnet 1907 | BW                             |
| Wohnhaus                     | Poststraße 2 Lage   | erste Hälfte des 19. Jahrhunderts | dreiachsiges Wohnhaus, erste Hälfte des 19. Jahrhunderts                                | BW                             |

## Ehemalige Kulturdenkmäler
| Bezeichnung | Lage                        | Baujahr         | Beschreibung | Bild |
| ----------- | --------------------------- | --------------- | --- | ---- |
| Wohnhaus    | Am Frohnbach, zu Nr. 2 Lage | 18. Jahrhundert | ehemaliges Wohnhaus, 18. Jahrhundert und jünger, Zierfachwerk wohl noch aus dem 17. Jahrhundert; aus Denkmalliste gelöscht, abgebrochen und durch Neubau ersetzt | BW   |